# عبد الكريم إرغاشيف
عبد الكريم إرغاشيف هو مواطن طاجيكي اُعتقل خارج نطاق القانون من قبل الولايات المتحدة في معتقل غوانتانامو في كوبا.
ولد في 7 مايو 1965، في دوشانبي في طاجيكستان، رقم الاعتقال المسلسل الخاص به هو 641. تم تسليمه إلى طاجيكستان في 17 يوليو 2004.

## محاولة رفع دعوى تعويض
في 22 يوليو 2007 حاول عبد الكريم مقاضاة الرئيس الأمريكي جورج بوش لاعتقاله بدون مبرر خارج نطاق القضاء في غوانتانامو. حيث يصف عبد الكريم نفسه بأنه كان لاجئ سياسي في مخيم للاجئين في أفغانستان عندما بدأ القصف الجوي الأمريكي من أفغانستان. كما أنه أُصيب بالتهاب الكبد الوبائي فيروس C في غوانتانامو، وقاموا بعملية إزالة المرارة له بدون تفسير.

## وصلات خارجية
- طاجيكستان: معتقل سابق في غوانتانامو يعتزم رفع دعوى قضائية ضد الرئيس بوش، أندي ورثينجتون.